# Discriminació retributiva

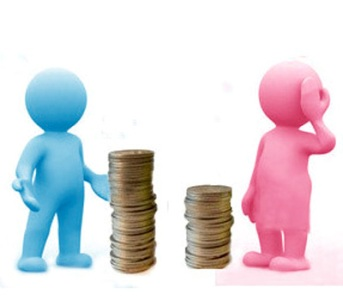
La discriminació salarial per raons de gènere discrimina les dones, que cobren menys que els homes per una feina considerada igual o d'igual valor.

La discriminació retributiva és el trencament del principi d'igualtat social entre les persones pel fet de rebre una remuneració diferent per la realització d'un treball igual o d'igual valor; fent referència també a la igualtat de tracte, d'oportunitats d'accés al treball i les possibilitats de promoció. La discriminació retributiva per raons de gènere és una de les facetes de discriminació laboral a la dona, i en particular la discriminació retributiva corresponent al salari, o discriminació salarial, que pot incloure el salari base, els complements, dietes, pagues extres o altres conceptes.
Les causes principals de la discriminació salarial envers les dones són la menor valoració dels llocs de treball que ocupen, una classificació professional discriminatòria en relació amb el gènere i la configuració dels salaris i dels complements. Per exemple, l'any 2007, a Catalunya, les dones tenien un salari brut mitjà anual de 18.137 euros mentre que el dels homes era un 38% més alt, de 25.110 euros. A la Unió Europea, Espanya és un dels països on les diferències retributives entre homes i dones és més acusada.

## Dret
Existeix un principi d'igualtat social retributiva que diu que "a igual valor (a treball d'igual valor), li correspon igual retribució". Està incorporat a la legislació europea: a la Directiva 75/117/CEE del Consell de les Comunitats Europees, la norma comunitària de 1975 sobre igualtat retributiva, i l'Article 141 del Tractat Constitutiu de la Unió Europea (Tractat d'Amsterdam), antic Article 119 del Tractat de Roma. A Espanya cap disposició legal defineix què s'entén per treballs d'igual valor, en canvi, en altres països, com per exemple França o Portugal, s'estableix per llei el que es considera un treball d'igual valor, així com el dret a percebre un salari (retribució) igual a la d'altres treballadors que realitzin un treball classificat com a d'igual valor segons aquests criteris.
A Espanya, la Constitució Espanyola de 1978 estableix als articles 14 i 35 el principi a la no discriminació i, a l'àmbit laboral, i l'Article 28 de l'Estatut dels Treballadors recull el principi d'igualtat retributiva, tot i que a la pràctica s'incompleix moltes vegades.
Islàndia es convertí en el primer país en imposar sancions a les empreses en cas que cometen una discriminació retributiva per sexe. La llei, amb efectes des de l'1 de gener de 2018, obliga a les empreses a demostrar que la compleixen.